# Nothomyrmecia macrops
Fourmi dinosaure, Fourmi de l'aube
Genre
Espèce
Répartition géographique
Statut de conservation UICN

 CR B1+2c : 
En danger critique
Nothomyrmecia macrops, la Fourmi dinosaure ou Fourmi de l'aube, est une espèce de fourmis australiennes.
Unique représentant connu du genre Nothomyrmecia, cette espèce a été décrite en 1934 par John S. Clark à partir de spécimens d'ouvrières entreposés au Musée national du Victoria et vraisemblablement collectés fin 1931 près de l’extrémité occidentale de la Grande Baie australienne. Elle n'a plus été observée pendant 45 ans et a été redécouverte en 1977 sur la péninsule d'Eyre.

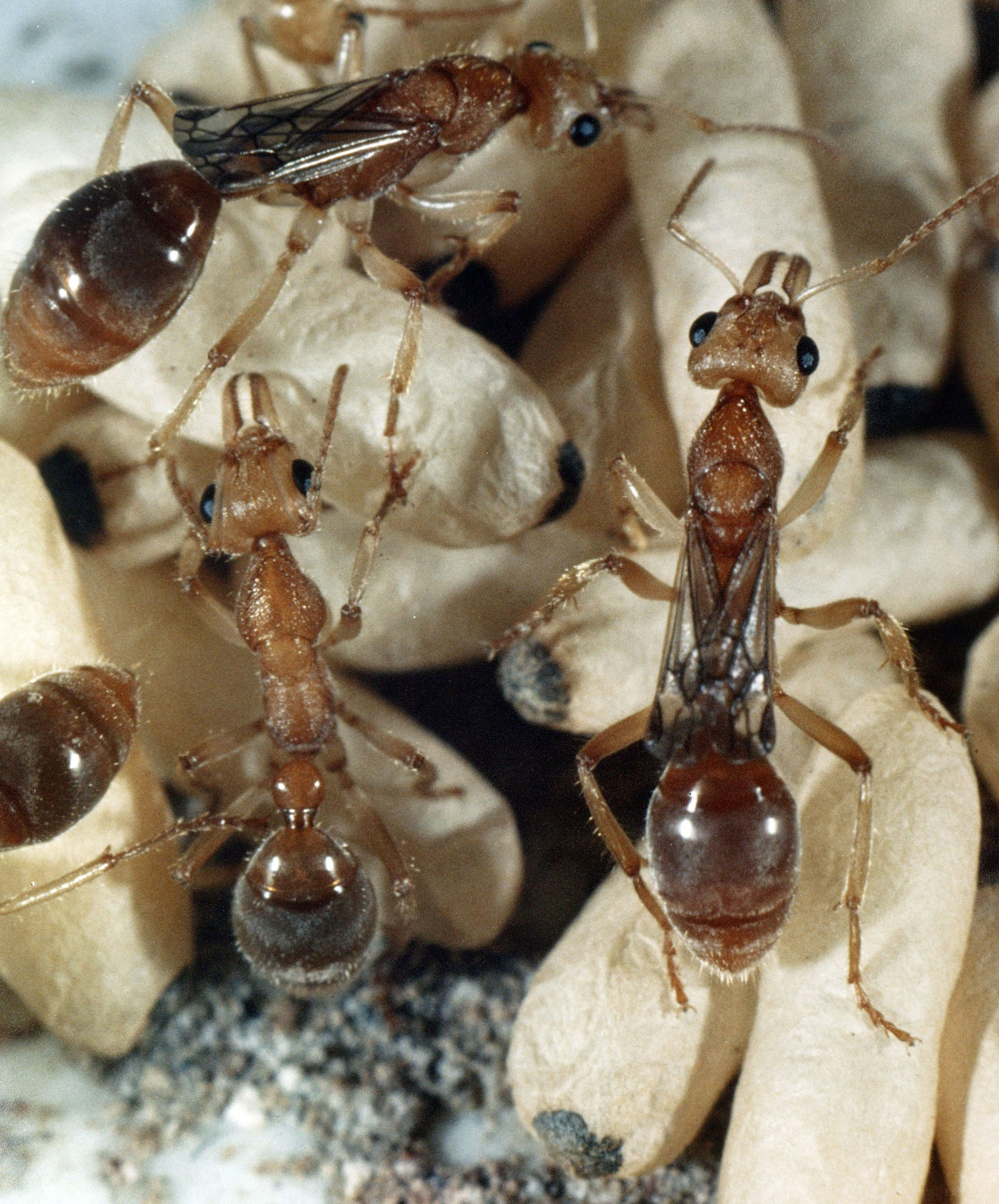
Fourmis dinosaures.

Seule espèce vivante de la tribu des Prionomyrmecini, Nothomyrmecia macrops appartient à la sous-famille des Myrmeciinae, dont elle conserve de nombreuses caractéristiques anatomiques et comportementales souvent considérées comme primitives (elle est parfois qualifiée de « fossile vivant »). C'est une espèce nocturne et arboricole.

## Distribution actuelle
Les plus fortes populations de cette fourmi se trouvent dans le Sud de l'État d'Australie-Méridionale.